# Schmidt-Bleibtreu-Straße 48 (Mönchengladbach)

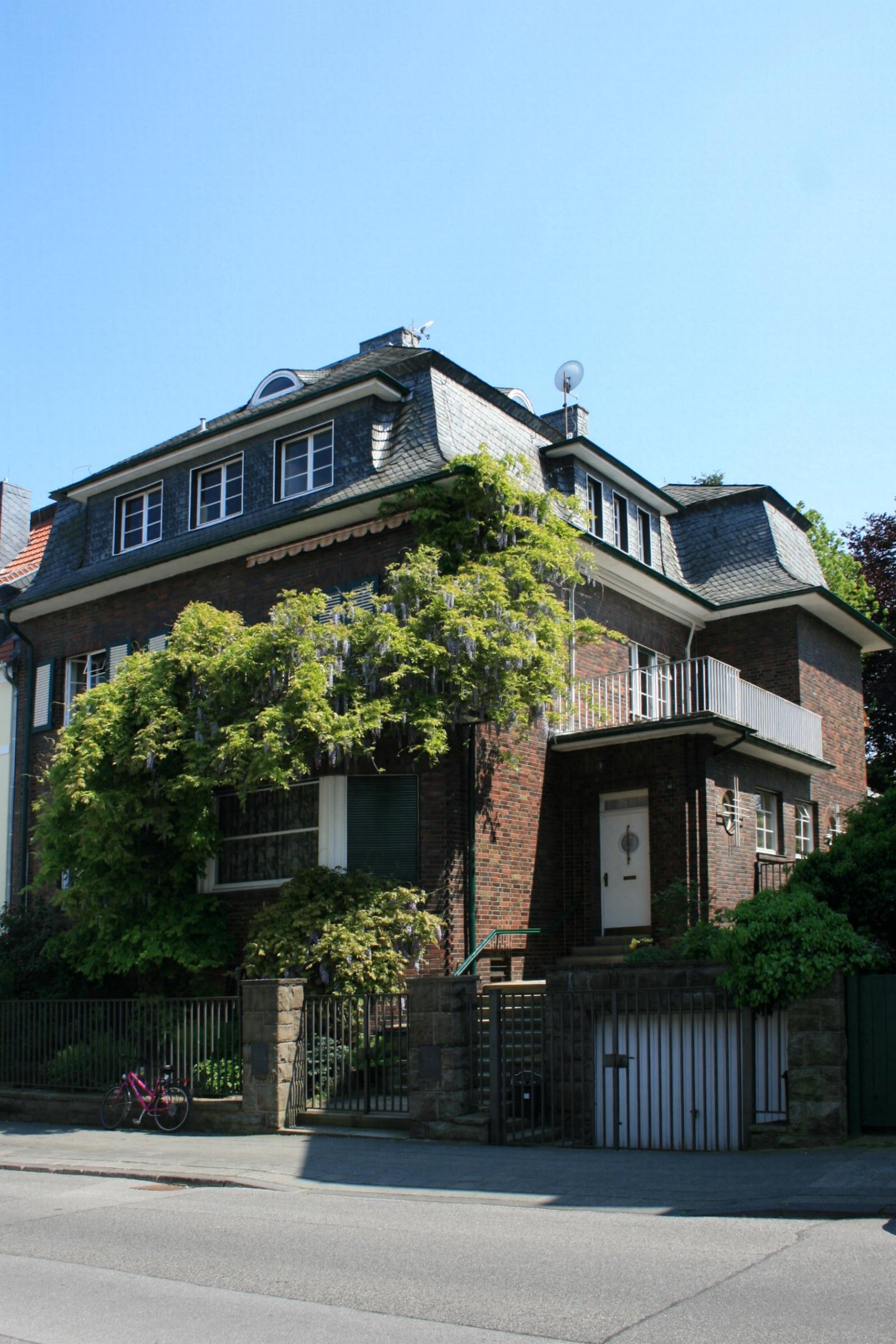
Wohnhaus

Das Wohnhaus Schmidt-Bleibtreu-Straße 48 wurde 1934 im Stadtteil Odenkirchen in Mönchengladbach (Nordrhein-Westfalen) erbaut.
Es ist unter Nr. S 023 am 15. Dezember 1987 in die Denkmalliste der Stadt Mönchengladbach eingetragen worden.

## Architektur
Die Schmidt-Bleibtreu-Straße liegt im Stadtteil Odenkirchen. Haus Nr. 48 liegt innerhalb einer gründerzeitliche Wohnhauszeile, die partiell von Nachkriegsbauten durchsetzt wird. Es handelt sich um eine zweigeschossige Halbvilla mit Souterrain und ausgebautem Mansardwalmdach. Das Objekt ist aus ortsgeschichtlichen und architektonischen Gründen schützenswert.